# Porfiria eritropoietica
Le porfirie eritropoietiche sono malattie rare appartenente al gruppo delle porfirie croniche in cui la carenza enzimatica è localizzata negli eritrociti. Si differenziano dalle porfirie epatiche, in cui l'alterazione del metabolismo dell'eme è localizzata a livello epatico.
Tra queste sono comprese, seguendo l'ordine della via di sintesi:
- l'anemia sideroblastica ereditaria
- la protoporfiria eritropoietica
- la porfiria eritropoietica congenita o malattia di Gunther